# طاهرآباد میان
طاهرآباد میان یا قلعه میان روستایی در دهستان پساکوه بخش زاوین شهرستان کلات استان خراسان رضوی ایران است.

## جمعیت
بر پایه سرشماری عمومی نفوس و مسکن در سال ۱۳۹۵ جمعیت این روستا ۵۱ نفر (در ۱۹ خانوار) بوده‌است.